# Charlotte Cushman
Pour les articles homonymes, voir Cushman.
Charlotte Saunders Cushman est une actrice de théâtre américaine née le 23 juillet 1816 à Boston et morte le 18 février 1876 dans cette même ville.

## Biographie
Charlotte Cushman, perd son père à un jeune âge, ce qui la contraint à abandonner ses études pour se lancer dans une carrière artistique afin de faire vivre sa famille. Elle débute comme cantatrice d'opéra, interprétant la comtesse Almaviva dans Les Noces de Figaro et Lucy Bertram dans Guy Mannering, mais sa voix l'abandonne, esquintée par ses rôles de soprano, et elle se reconvertit dans le théâtre.
Son premier grand rôle est celui de Lady Macbeth dans Macbeth de William Shakespeare. Elle s'illustre également dans Roméo et Juliette, interprétant Roméo aux côtés de sa sœur cadette Susan dans le rôle de Juliette. Vers la fin de sa vie, elle joue également le personnage éponyme de la pièce Hamlet.
Sa vie sentimentale est tourmentée. Lesbienne, elle entretient notamment des relations avec l'écrivaine britannique Matilda Hays et avec la sculptrice américaine Emma Stebbins.

### Carrière sur scène
Cushman fait sa première apparition sur scène à l'âge de dix-huit ans, le 8 avril 1835 au Tremont Theatre de Boston, dans le rôle de la comptesse Almaviva dans Les Noces de Figaro. Elle va ensuite à la Nouvelle-Orléans où elle joue pendant une saison, avant de perdre la voix, ce qui la force à abandonner l'opéra et à investir la scène théâtrale. Elle obtient alors le rôle principal du Macbeth de Shakespeare et sa prestation fait grande impression. Elle retourne ensuite à New York pour y continuer sa nouvelle carrière théâtrale.
En 1839, sa sœur Susan Cushman, alors âgée de quatorze ans, la rejoint sur scène. En tant que duo, elles sont principalement reconnues pour leurs rôles dans Roméo et Juliette ; Charlotte y jouait Roméo, et Susan y interprétait Juliette. En 1847, Susan est contrainte d'arrêter sa carrière d'actrice pour épouser le chimiste James Sheridan Muspratt.
Charlotte Cushman prend sa retraite professionnelle en 1852 pour aller vivre à Rome avec sa compagne de l'époque, Matilda Hays. Elle remontera sur scène épisodiquement pour jouer notamment avec des acteurs américains d'exception comme Edwin Forrest ou James O'Neill.

### Vie sentimentale

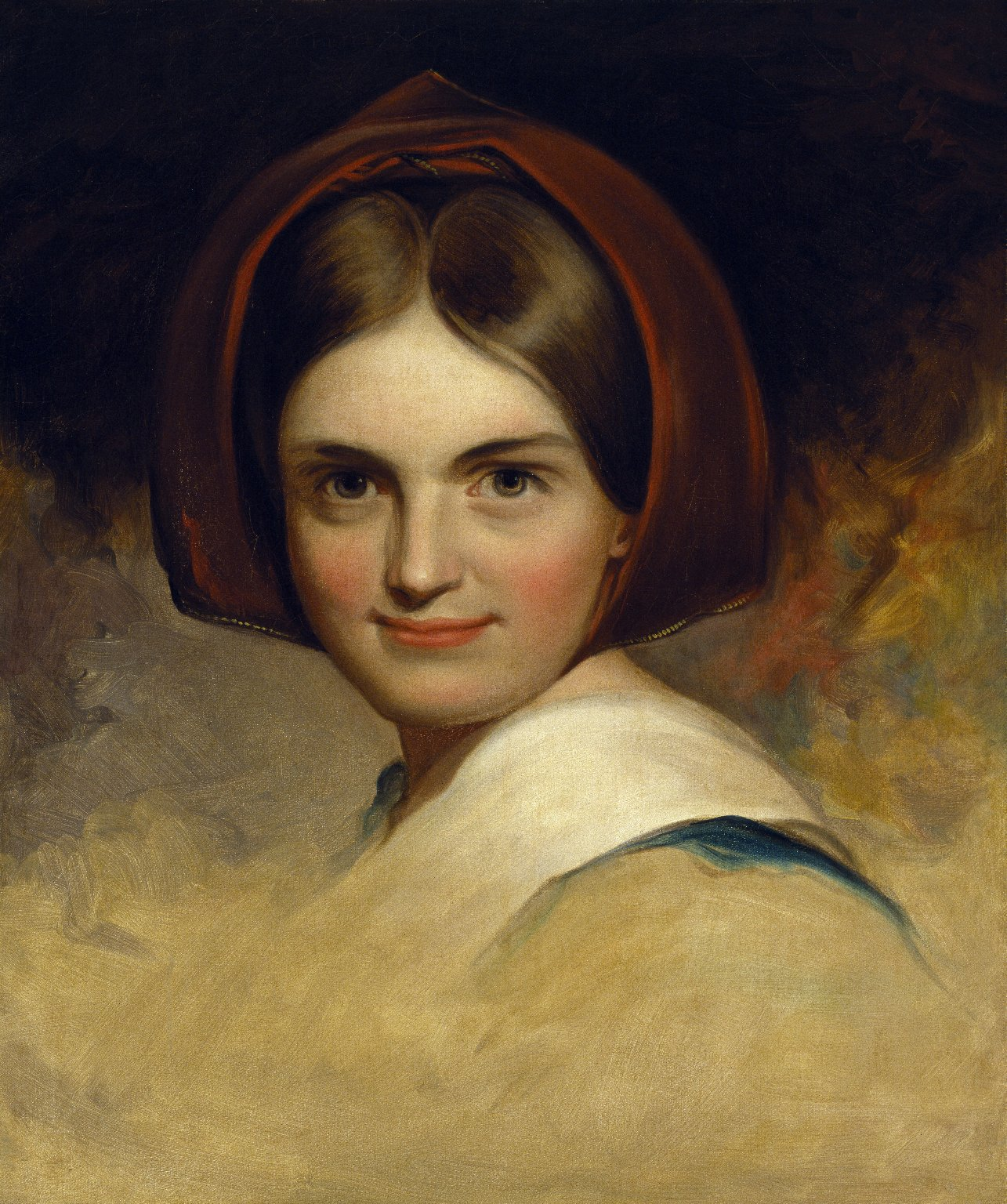
Peinture de Charlotte Cushman par Thomas Sully

En 1843, Charlotte commence à entretenir une relation sentimentale avec Rosalie Sully, fille du peintre Thomas Sully, qui peindra son portrait la même année. Leur relation se termine en 1844 lorsque Cushman entame sa tournée de l'Angleterre. 
Cette même année, elle rencontre la journaliste Matilda Hays. Leur amitié évolue rapidement en relation sentimentale et les deux femmes formeront un couple pendant près de dix ans. Cependant, Cushman entretient, à partir de mai 1845 et pour quelques mois, une relation passionnée avec la poète Eliza Cook.
En 1849, Cushman retourne aux États-Unis poursuivre sa carrière d'actrice, ce qui l'éloigne de sa compagne. Cependant, elle prend sa retraite en 1852 et toutes deux partent vivre ensemble à Rome, dans une communauté d'expatriées composée essentiellement d'artistes lesbiennes de l'époque.
En 1854, Hays laisse brièvement Cushman et entame une relation avec l'une de ces artistes, Harriet Hosmer, sculptrice, ce qui attire la jalousie de Cushman. Leur séparation ne durera pas longtemps, mais la relation des deux femmes demeurera tendue. En 1857, Cushman développe une relation secrète avec la sculptrice Emma Stebbins. Elle est surprise par Hays en train d'écrire une lettre à Stebbins, ce qui déclenche une altercation violente entre les deux femmes. Hays met immédiatement fin à leur relation et déménage, mais elle demande ensuite une compensation financière à Cushman, la menaçant de lui intenter une poursuite. 
Cushman et Stebbins emménagent ensemble et forment un couple jusqu'à la mort de Cushman en 1876. Cependant, en 1858, Cushman fait la rencontre d'Emma Crowe, une jeune femme de dix-huit ans dont elle tombe amoureuse. Désireuse de garder Crowe près d'elle, mais ne voulant pas nuire à sa relation avec Stebbins, Cushman encourage son neveu à épouser Crowe.

### Mort

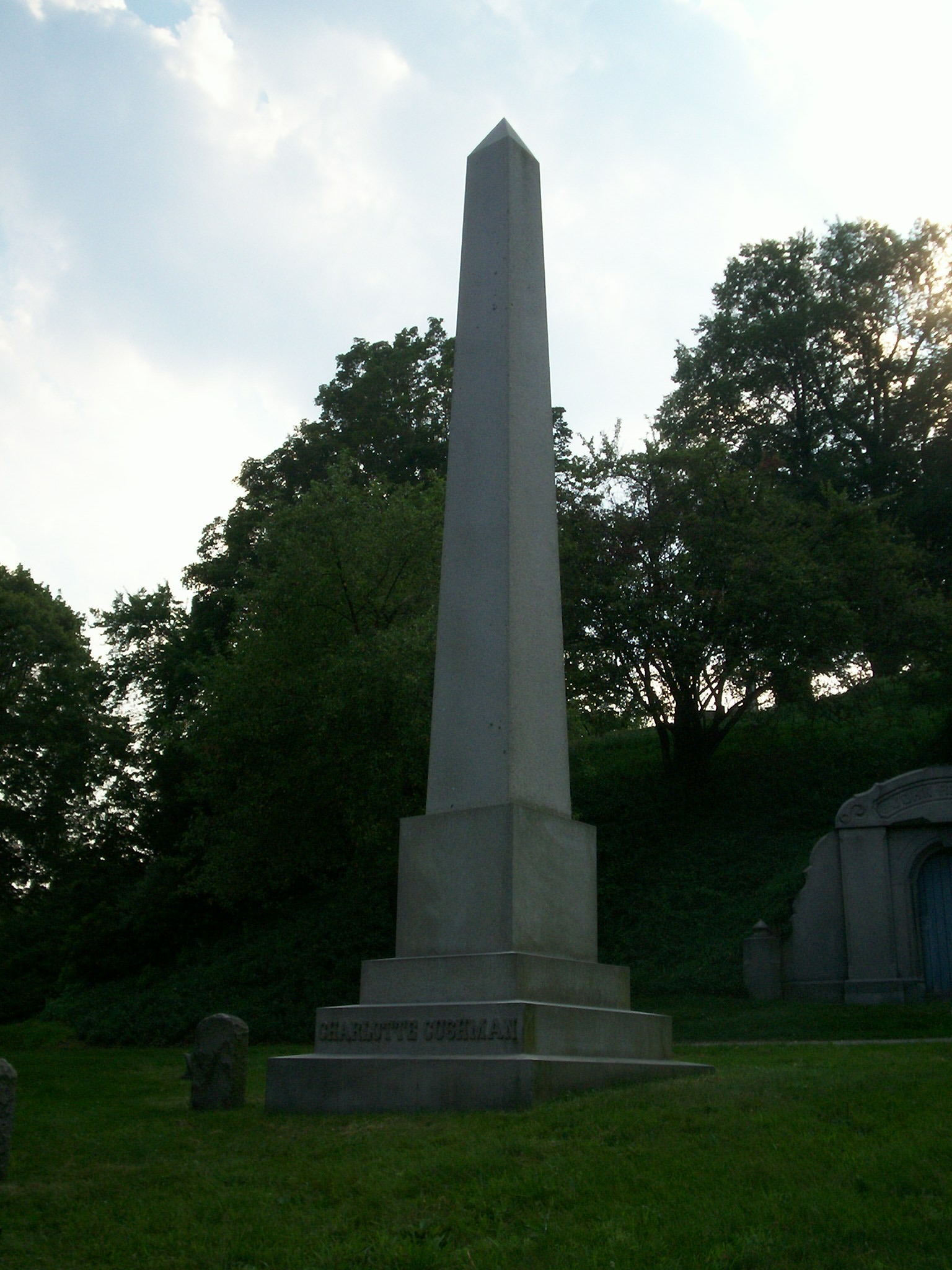
Tombe de Charlotte Cushman à Cambridge, Massachusetts

En 1869, on diagnostique à Cushman un cancer du sein. Après une opération infructueuse, elle retourne vivre aux États-Unis avec Stebbins. Malgré ses douleurs, elle décide de reprendre son métier d'actrice. En 1874, trop épuisée pour jouer, elle fait une série de lectures performatives dans le but de faire ses adieux. Après une tournée, elle se retire avec sa compagne à Boston, où elle meurt le 18 février 1876.